# Racopilum macrocarpum
Racopilum macrocarpum är en bladmossart som beskrevs av Brotherus in Mildbraed 1910. Racopilum macrocarpum ingår i släktet Racopilum och familjen Racopilaceae. Inga underarter finns listade i Catalogue of Life.